# Marmerenjauretje (Tärna socken, Lappland, 727859-146398)
Marmerenjauretje är en sjö i Storumans kommun i Lappland och ingår i Umeälvens huvudavrinningsområde. Sjön har en area på 0,11 kvadratkilometer och ligger 876,7 meter över havet.

## Delavrinningsområde
Marmerenjauretje ingår i det delavrinningsområde (727859-146375) som SMHI kallar för Mynnar i Skidträskbäcken. Medelhöjden är 865 meter över havet och ytan är 4,87 kvadratkilometer. Räknas de 4 avrinningsområdena uppströms in blir den ackumulerade arean 18,3 kvadratkilometer. Vattendraget som avvattnar avrinningsområdet har biflödesordning 4, vilket innebär att vattnet flödar genom totalt 4 vattendrag innan det når havet efter 382 kilometer. Avrinningsområdet består mestadels av kalfjäll (98 procent). Avrinningsområdet har 0,11 kvadratkilometer vattenytor vilket ger det en sjöprocent på 2,3 procent.